# Дом Дракона (2-й сезон)
Второй сезон американского фентезийного телесериала «Дом Дракона» был заказан в августе 2022 года, сразу после феноменального успеха первой серии первого сезона. Он рассказывает о Пляске Драконов — гражданской войне в королевстве Вестерос. Главные роли в нём сыграли Мэтт Смит, Оливия Кук, Эмма Д’Арси, Рис Иванс, Стив Туссен. Премьерный показ проходил с 16 июня по 4 августа 2024 года, сезон получил противоречивые отзывы критиков.

## Сюжет
Сценарий «Дома Дракона» основан на книге американского фантаста Джорджа Мартина «Пламя и кровь». Её действие происходит на вымышленном континенте Вестерос во время гражданской войны, известной как Пляска Драконов. В первом сезоне сериала показаны истоки конфликта, а во втором — начало его активной части, масштабных и кровопролитных боевых действий с участием драконов, охвативших всю страну.

## В ролях
Основной состав
- Мэтт Смит — Дейемон Таргариен (8 эпизодов)
- Оливия Кук — Алисента Хайтауэр (8 эпизодов)
- Эмма Д’Арси — Рейенира Таргариен (8 эпизодов)
- Рис Иванс — Отто Хайтауэр (3 эпизода)
- Стив Туссен — Корлис Веларион (8 эпизодов)
- Ив Бест — Рейенис Таргариен (4 эпизода)
- Соноя Мидзуно — Мисария (8 эпизодов)
- Фабьен Франкель — Кристон Коль (8 эпизодов)
- Мэттью Нихэм — Ларис Стронг (8 эпизодов)
- Джефферсон Холл — Тиланд и Джейсон Ланнистер (7 эпизодов)
- Гарри Коллетт — Джекейрис Веларион (8 эпизодов)
- Том Глинн-Карни — Эйегон II Таргариен (8 эпизодов)
- Юэн Митчелл — Эйемонд Таргариен (8 эпизодов)
- Фиа Сабан — Хелейна Таргариен (6 эпизодов)
- Бетани Антония — Бейла Таргариен (7 эпизодов)
- Фиби Кэмпбелл — Рейна Таргариен (6 эпизодов)
- Курт Эгиаван — Орвиль (8 эпизодов)
- Киран Бью — Хью «Молот» (6 эпизодов)
- Саймон Рассел Бил — Саймон Стронг (6 эпизодов)
- Абубакар Салим — Алин из Халла (6 эпизодов)
- Том Беннетт — Ульф Белый (5 эпизодов)
- Фредди Фокс — Гвейн Хайтауэр (5 эпизодов)
- Гейл Ранкин — Алис Риверс (5 эпизодов)
- Клинтон Либерти — Аддам из Халла (4 эпизода)

Приглашенные актёры
- Пэдди Консидайн — Визерис I Таргариен (2 эпизода)
- Милли Олкок — юная Рейенира Таргариен (2 эпизода)
- Аманда Коллин — Джейн Аррен (3 эпизода)
- Том Тейлор — Криган Старк (1 эпизод)
- Пол Кеннеди — Джаспер Уайлд (8 эпизодов)
- Фил Дэниелс — Герардис (8 эпизодов)
- Макс Роттсли — Лорент Марбранд (8 эпизодов)
- Барни Фишвик — Мартин Рейн (7 эпизодов)
- Ток Стивен — Эддард Уотерс (7 эпизодов)
- Ральф Дэвис — Леон Эстермонт (6 эпизодов)
- Винсент Риган — Рикард Торне (6 эпизодов)
- Джейми Кенна — Альфред Брум (6 эпизодов)
- Энтони Флэнеган — Стеффон Дарклин (6 эпизодов)
- Эллора Торчия — Кэт (5 эпизодов)
- Джордон Стивенс — Элинда Масси (4 эпизода)
- Майкл Элвин — Саймон Стонтон (4 эпизода)
- Мишель Боннар — Мадам Сильви (4 эпизода)
- Люк Титтенсор — Аррик Каргилл (3 эпизода)
- Эллиотт Титтенсор — Эррик Каргилл (3 эпизода)
- Джек Пэрри-Джонс — Виллем Блэквуд (3 эпизода)
- Антонио Магро — Петир Пайпер (3 эпизода)
- Мэдди Эванс — Диана (3 эпизода)
- Оскар Эскинази — Джоффри Веларион (3 эпизода)
- Арчи Барнс — Оскар Талли (2 эпизода)
- Тёрло Конвери — Валис Мутон (2 эпизода)
- Джон-Пол Хёрли — Лорд Дарри (2 эпизода)
- Марк Стоббарт — Сыр (2 эпизода)
- Сэм К. Уилсон — Кровь (2 эпизода)
- Анна Франколини — Леди Маллистер (2 эпизода)
- Турлоу Конвери — Валис Мутон (2 эпизода)
- Дэниэл Фезерс — Хамфри Леффорд (2 эпизода)
- Самсон Каё — Муджа (2 эпизода)
- Джеймс Доэрти — Клэй (2 эпизода)
- Тим Фарадэй — Амос Бракен (2 эпизода)
- Эйдан Дэй — Рейлон Бракен (2 эпизода)
- Нанна Блондел — Лейна Веларион (2 эпизода)
- Стивен Пэйси — Гюнтор Дарклин (1 эпизод)
- Кеннетт Коллард — Форрест Фрей (1 эпизод)
- Сара Вудворд — Сабита Фрей (1 эпизод)
- Эбигейл Торн — Шарако Лохар (1 эпизод)
- Шан Брук — Эймма Аррен (1 эпизод)
- Эмелин Ламберт — Алисса Таргариен (1 эпизод)
- Джуд Рок — Джейхейрис Таргариен (1 эпизод)
- Райан Копел — Эйрон Бракен (1 эпизод)
- Киран Бартон — Давос Блэквуд (1 эпизод)

## Список серий
| № общий | № в сезоне | Название                                                 | Режиссёр           | Автор сценария | Дата премьеры  | Зрители в США (млн) |
| --- | ---------- | -------------------------------------------------------- | ------------------ | -------------- | -------------- | ------------------- |
| 11 | 1          | «Сын за сына» «A Son for a Son»                          | Алан Тейлор        | Райан Кондал   | 16 июня 2024   | TBA                 |
| На Стене Криган Старк обещает предоставить Джекейрису Велариону две тысячи воинов. Рейенира летит в Штормовой Предел и ищет останки Арракса, дракона Люцериса. Рейенис отвергает идею Дейемона полететь вместе с ним в Королевскую Гавань и убить Эйемонда с его драконицей Вхагар, чтобы отомстить за Люцериса. Эйегон II стремится быть хорошим королем, в то время как его дед Отто Хайтауэр призывает к сдержанности в оказании помощи простолюдинам. Ларис играет на страхе Алисенты перед предательством. Вернувшись на Драконий Камень, Рейенира говорит Дейемону, что ей нужен Эйемонд. Бледная Пиявка Мисария, пережив пожар в борделе, тайно плывёт в Эссос, но корабль перехватывают, а её арестовывают. В тюрьме Дейемон предлагает ей свободу в обмен на помощь в вербовке двух убийц. Пробравшись в столицу сам, он подкупает крысолова по прозвищу Сыр и стражника по прозвищу Кровь, чтобы те убили принца Эйемонда. Проникнув в замок по тайным ходам, известным лишь крысоловам, убийцы проникают в покои королевы Хелейны и, угрожая ей смертью, обезглавливают на её глазах маленького принца Джейехериса. Потрясённая Хелейна, сжимая в объятиях дочь Джейхейру, убегает в комнату своей матери Алисенты, где та делит ложе с Кристоном Колем. |            |                                                          |                    |                |                |                     |
| 12 | 2          | «Рейенира Жестокая» «Rhaenyra the Cruel»                 | Клэр Килнер        | Сара Хесс      | 23 июня 2024   | TBA                 |
| Убийство принца Джейехериса вызывает хаос. Эйегон спешно собирает Малый совет, желая отомстить Рейенире. Сир Отто предлагает устроить публичные похороны, чтобы запятнать Рейениру. В процессии глашатай скандирует «Рейенира Жестокая», Алисента и Хелейна принимают соболезнования народа. Арестованный стражник Кровь признаётся, что был нанят Дейемоном вместе с сообщником-крысоловом, имени которого не знает. Тем временем Рейенира опасается, что убийство ребёнка навредило её репутации. Подозревая, что Джейехериса убили по приказу Дейемона, Рейенира говорит, что больше не доверяет мужу, и тот улетает в Харренхолл. Эйемонд, избежавший гибели и раскаивающийся в смерти Люцериса, ищет утешения в борделе. Сир Кристон приказывает сиру Аррику убить Рейениру, проникнув на Драконий Камень под видом своего брата-близнеца Эррика. Мисария, получив от Рейениры свободу и покидая Драконий Камень, замечает прибытие Аррика и предупреждает охрану. Когда Аррик входит в покои королевы, Эррик убивает брата в поединке, а потом совершает самоубийство. Эйегон вешает всех крысоловов, включая Сыра, и увольняет сира Отто с поста десницы. Его преемником становится Кристон Коль. |            |                                                          |                    |                |                |                     |
| 13 | 3          | «Горящая мельница» «The Burning Mill»                    | Гита Васант Патель | Дэвид Хэнкок   | 30 июня 2024   | TBA                 |
| Рейенис советует Рейенире начать переговоры с Алисентой. Кристон предлагает смелый план по завоеванию Харренхолла, но Дейемон прибывает туда первым, и кастелян замка Саймон Стронг клянётся ему в верности. Ночью Дейемону снится юная Рейенира, пришивающая Джейехерису отрубленную голову. Принц просыпается, и неизвестная женщина предсказывает ему смерть. Рейенира отправляет Рейну с младшими детьми и яйцами драконов к Арренам, чтобы защитить семью. Мисария становится советницей Рейениры, Эйегон делает Лариса своим мастером над шептунами. Прибывший в Королевскую Гавань незнакомец объявляет себя в таверне сводным братом покойного Визериса. Вместе с собутыльниками он наблюдает, как прибывший туда со своими оруженосцами Эйегон насмехается над Эйемондом, проводившим время с проституткой. Советники Рейениры призывают её к войне, но она вместо этого пробирается в Королевскую Гавань и тайно встречается с Алисентой. Договориться о мире ей не удаётся, так как она понимает, что Алисента неправильно поняла предсмертные слова Визериса об «Эйегоне» как о сыне Алисента Эйегоне II, а не о сне Эйегона Завоевателя. |            |                                                          |                    |                |                |                     |
| 14 | 4          | «Красный дракон и Золотой» «The Red Dragon and the Gold» | Алан Тейлор        | Райан Кондал   | 7 июля 2024    | TBA                 |
| Дейемону снится, что он отрубает голову юной Рейенире, обвиняющей его в измене. Архимейстер Орвайл готовит Алисенте «лунный чай» для аборта, что замечает Ларис. В совете Эйегон с неудовольствием узнаёт, что Эйемонд и Кристон планировали за его спиной осаду Харренхолла. Алисента советует ему признать, что на войне он бесполезен. Продолжая кампанию в Королевских землях, Кристон обезглавливает лорда Дарклина, который отказывается присягнуть Эйегону. Дейемон встречает в Харренхолле колдунью Алис Риверс, которая рассказывает ему о привидениях в замке и предлагает выпить снотворное. Рейенира возвращается на Драконий Камень и соглашается отправить драконов на войну. Рейенис добровольно вызывается атаковать армию Коля на своём драконе Мелеис. Ей удаётся нанести урон войску Кристона, но последний сохраняет выдержку, зная, что в засаде находятся Эйемонд с Вхагар. Эйегон тайно летит к Грачиному Приюту на Солнечном Огне, и заметивший его прибытие Эйемонд позволяет ему первому напасть на врага. Когда Рейенис вступает с Эйегоном в схватку, Эйемонд вылетает из своего укрытия, но прийти на помощь брату не спешит. Внезапно он приказывает Вхагар атаковать драконьим огнём и Эйегона, и Рейенис, ранив и драконов, и всадников; при этом король на Солнечном Огне падает на землю. Эйемонд вступает в бой, более крупная Вхагар убивает Мелеис, и Рейенис погибает при падении. Оглушённый Кристон приходит в себя на поле битвы и вместе с Эйемондом находит в лесу бесчувственного Эйегона, лежащего под своим драконом.   |            |                                                          |                    |                |                |                     |
| 15 | 5          | «Регент» «Regent»                                        | Клэр Килнер        | Ти Миккель     | 14 июля 2024   | TBA                 |
| Корлис, Рейенира и Бейла оплакивают смерть Рейенис. Сир Кристон выставляет напоказ в Королевской Гавани голову драконицы Мелеис, но голодающий народ видит в этом дурное предзнаменование. Король Эйегон чудом выжил, но получил тяжёлые ожоги и находится в коме. Архимейстер Орвиль тщетно пытается обнадёжить Алисенту. Кристон отказывается сообщить королеве подробности сражения. В Харренхолле Дейемону снится инцест с матерью, называющей его своим любимцем. Малый совет большинством голосов, включая Лариса и Кристона, назначает вместо Алисенты регентом Эйемонда. Тот приказывает закрыть городские ворота и никого не выпускать из столицы, что вызывает недовольство в народе. В Орлином Гнезде Джейн Аррен заявляет Рейне, что поддержит Рейениру лишь при условии предоставления ей взрослого дракона, а не детёнышей. Тем временем принц Джейс прибывает в Близнецы, где получает поддержку Фреев в обмен на Харренхолл. Дейемон, собирающий в Харренхолле армию, приказывает Блэквудам захватить в заложники жён и детей Бракенов, чтобы заставить их подчиниться, но это вызывает осуждение со стороны Алис Риверс и речных лордов. Рейенира сетует на отсутствие наездников для Вермитора и Среброкрылой, единственных крупных драконов, способных справиться с Вхагар, и вернувшийся в Драконий Камень Джейс предлагает ей поискать среди знати потомков валирийцев. |            |                                                          |                    |                |                |                     |
| 16 | 6          | «Простолюдины» «Smallfolk»                               | Андрий Парех       | Эйлин Шим      | 21 июля 2024   | TBA                 |
| Эйемонд поручает Ларису вернуть в столицу Отто Хайтауэра, которого намеревается назначить десницей, а Кристону приказывает наступать на Харренхолл, после чего выгоняет свою мать из Совета. Рейенира находит дальнего потомка Таргариенов Стеффона Дарклина, чтобы сделать его новым наездником дракона Лейнора, которого считают погибшим. Морской Туман сжигает сира Стеффона и улетает в горы, где сам находит всадника — Аддама из Халла, бастарда сира Корлиса. Тем временем последний назначает старпомом на флагманском корабле другого своего бастарда, Алина, и тот бреет голову, чтобы никто не догадался о его родстве с лордом. Мисария предлагает Рейенире отправить в Королевскую Гавань корабли с продовольствием под знамёнами Таргариенов, чтобы спровоцировать горожан. Получив продукты, столичные жители устраивают беспорядки, Алисенте с Хелейной чудом удаётся спастись. В Харренхолле Дейемону снятся кошмары, в которых его упрекает покойный брат Визерис, и лишь Алис Риверс удаётся успокоить принца, пообещав, что через три дня многое переменится. Колдунья прибывает в Риверран, где вместо лечения травит престарелого лорда Гровера. Правителем Речных Земель становится юный Оскар Талли. Доложив Рейенире о бунте в столице, Мисария рассказывает о тяжёлом детстве, когда она, изнасилованная отцом, вынуждена была торговать своим телом. Слова шпионки трогают Рейениру, и они страстно целуются. Внезапно поступает донесение, что в небе замечен Морской Туман, и обеспокоенная Рейенира вылетает ему навстречу на Сираксе. |            |                                                          |                    |                |                |                     |
| 17 | 7          | «Красный посев» «The Red Sowing»                         | Лони Перистир      | Дэвид Хэнкок   | 28 июля 2024   | TBA                 |
| Рейенира встречается с Аддамом из Халла, признаёт в нём бастарда Корлиса Велариона и принимает его вместе с драконом на службу. Она приближает Аддама к себе, что вызывает недовольство принца Джейса, напомнившего матери о своих тёмных волосах и о Харвине Стронге. По совету Мисарии Рейенира отправляет в Королевскую Гавань шпионов, чтобы распустить слух о том, что она собирает на Драконьем Камне бастардов Таргариенов. Алин по приказу Корлиса реквизирует рыбацкие лодки, на которых уплывают из столицы все желающие, включая Хью Молота и Ульфа Белого. Тем временем архимейстер Орвиль пытается поставить на ноги Эйегона, разочарованная Алисента проводит время на природе под охраной Рикарда Торне, а Рейна Таргариен прощается в Орлином гнезде с леди Джейн Аррен. Дейемон встречается в Харренхолле с речными лордами и юным Оскаром Талли, который, неожиданно проявив характер, требует от него извинений за насилия в Долине. Нуждающемуся в войске Дейемону приходится прилюдно казнить лорда Виллема Блэквуда. Бастарды, приплыв на Драконий Камень, отправляются с Рейенирой и Джейсом в драконьи пещеры, но Вермитор сжигает и пожирает всех, кроме кузнеца Хью. Чудом спасшийся от драконьего огня Ульф находит в соседнем логове драконицу Среброкрылую, на которой против своей воли совершает полёт над Королевской Гаванью. Эйемонд вылетает ему навстречу на Вхагар, потом направивляется к Драконьему Камню и видит Рейениру в окружении нескольких драконов со всадниками.                                                      |            |                                                          |                    |                |                |                     |
| 18 | 8          | «Королева на все времена» «The Queen Who Ever Was»       | Гита Васант Патель | Сара Хесс      | 4 августа 2024 | TBA                 |
| Тиланд Ланнистер от имени Эйемонда ведёт переговоры с Высшим советом Триархии, который требует за помощь в прорыве блокады Ступени. Адмирал пиратов Шарако Лохар соглашается вести флот против Рейениры лишь после того, как Тиланд победит её в поединке и в поэтическом состязании. Тем временем Корлис готовит к морскому сражению свой флагман «Морской змей», переименовав его в честь покойной жены в «Несбывшуюся королеву». Алин упрекает его в равнодушии к своим бастардам. Раздосадованный усилением Рейениры Эйемонд сжигает Острый Мыс со всеми жителями, королева готовит ответный налёт своих драконов на столицу. Новые всадники не готовы к настоящей войне, а Ульф ещё и обладает дурными манерами, чем выводит из себя принца Джейса. Дейемон, невзирая на пророчество ведьмы Алис, намеревается отобрать у жены трон. Саймон Стронг предупреждает об этом Рейениру, та спешно летит на Сираксе в Харренхолл, и Дейемону приходится присягнуть ей. Пока Эйемонд безуспешно требует в Красном Замке от Хелейны стать драконьей всадницей, Алисента тайно прибывает на Драконий Камень, предложив Рейенире мир на любых условиях. Та требует от неё казни Эйегона — по принципу «сын за сына». Сир Ларис увозит короля из столицы за море в Браавос. Рейна находит, наконец, в горах своего дракона, одичавшего Овцекрада. Войско Кристона Коля приближается к Харренхолу, армада Триахии плывёт в сторону перекрытого флотом Корлиса пролива Глотка.                                                                                                |            |                                                          |                    |                |                |                     |

## Производство и премьера
Ещё до выхода первого сезона (21 августа 2022 года) было известно о планах HBO продлить шоу. Райан Кондал в июле 2022 года заявил, что уже существует бюджет второго сезона с отдельной статьёй расходов на отрубленные головы; Мигель Сапочник в одном из интервью рассказал, что для продолжения сериала разработаны образы новых драконов. Кейси Блойс подтвердила, что вероятность продления шоу высока. Сразу после феноменального успеха первого эпизода, «Наследники Дракона», было принято официальное решение продлить сериал. «Мы очень гордимся тем, чего добилась вся команда „Дома дракона“. Наш феноменальный актерский состав и съемочная группа поставили перед собой серьезную задачу и превзошли все ожидания. Мы рады воплощать в жизнь историю о доме Таргариенов и дальше, во втором сезоне», — заявила исполнительный вице-президент HBO Programming Франческа Орси.
Один из шоураннеров первого сезона, Мигель Сапочник, в съёмках второго сезона не участвовал: он объявил об уходе из проекта. Единственным шоураннером второго сезона стал Райан Кондал, который опирался на помощь Джорджа Мартина. При этом Сапочник сохранил за собой пост исполнительного продюсера. Режиссёром некоторых серий стал Алан Тейлор, снявший ряд эпизодов «Игры престолов». В числе сценаристов осталась Сара Хесс, в октябре 2022 года продлившая контракт с HBO.
В марте 2023 года стало известно, что во втором сезоне будет восемь эпизодов, а не 10, как в первом; это связывали не с сокращением бюджета, а с изменениями в сюжете. Премьерный показ проходил с 16 июня по 4 августа 2024 года.
Второй сезон не стал последним: не позже декабря 2023 года началось обсуждение третьего и четвёртого сезонов, третий сезон был официально заказан 13 июня 2024 года, накануне премьеры второго.

## Оценки
Второй сезон «Дома Драконов» получил высокие оценки критиков. Уильям Гудман из The Wrap написал, что теперь «сериал взлетает ещё выше», Дэн Джолин из Empire — что «второй сезон держится ещё увереннее и элегантнее, чем первый». По словам Белена Эдвардса из Mashable, «если первый сезон был похож на медленное догорание фитиля, то второй сезон — это пороховая бочка, которая наконец-то взорвалась». Плюсами сезона рецензенты называли зрелищные битвы с участием драконов, более тонкую прорисовку характеров, качественную игру двух основных актрис — Эммы Д’Арси и Оливии Кук, драматизм сюжета. «Создатели сериала продолжают баловаться жестокостью, девиантной сексуальностью и самыми мерзкими персонажами в истории телевидения», — написал в своей рецензии Ник Шагер (The Daily Beast).
При этом звучали и менее восторженные отзывы. Уильям Гудман отметил, что линия Корлиса Велариона «провисает» по сравнению с линиями основных героев. По мнению Бена Трэверса из IndieWire, некоторые второстепенные персонажи, играющие важную роль в действии, получились слишком примитивными, с одной чертой в характере. Лорен Сарнер из New York Post констатировала, что драматичные события, происходящие на экране во время второго сезона, не оказывают должного эмоционального воздействия, а в ряде случаев выглядят просто неправдоподобно. Оля Смолина (РБК) сочла повествование слишком «скудным» и вялым, а героев — слишком однообразными: по её мнению, сериалу не хватает персонажа-трикстера, похожего на Тириона Ланнистера.